# Matias da Etiópia
Abune Matias (em amárico: አቡነ ማትያስ; romaniz.: Abunä Matəyas, nascido:Teklemariam Asrat; Distrito de Agame, Tigré, Império Etíope, 1941-1942) é um religioso etíope, atual abuna (em gueês «nosso pai», equivalente a patriarca) da Igreja Ortodoxa Etíope. Seu título oficial é Patriarca-Católico da Etiópia, Abade da Sé de São Tacla Haimanote e Arcebispo de Axum.

## Biografia
Nasceu como Teklemariam Asrat no ano 1934 do calendário etíope (1941-1942 do calendário gregoriano ocidental), no Distrito de Agame (Tigré). Foi ordenado diácono em 1954 por Marco, Arcebispo da Eritreia. Nos seguintes anos permaneceu no Mosteiro de Chohé, em Tenbien (Tigré), onde em 1963 foi ordenado como monge e sacerdote. Abandonou o monastério para continuar sua educação em Adis Abeba, e serviu na Catedral da Santíssima Trindade de 1971 até 1976. 
Após a entronização do Patriarca Tacla Haimanote para substituir a Teófilo, assassinado pelo regime comunista Dergue, Teklemariam foi nomeado para servir como vigário patriarcal (Abune Kesis) do novo Patriarca. Em 1978, depois da ordem de aposentadoria de todos os bispos vinculados ao antigo regime imperial dada pelo Dergue, o Patriarca Tacla Haimanote nomeou 14 novos bispos para preencher as vagas deixadas pelos hierarcas de saída, entre eles Teklemariam, que foi nomeado Arcebispo de Jerusalém e Terra Santa, cargo para o qual adotou o nome religioso de Matias. 
A princípios de 1980, o Arcebispo Matias converteu-se no primeiro bispo de sua Igreja em denunciar ao regime comunista Dergue, motivo pelo que viveu exilado durante mais de trinta anos. Estabeleceu-se em Washington D.C., onde presidiu a Igreja de Nosso Salvador em Washington, e continuou transmitindo mensagens contra o regime do Dergue em rádios estadunidenses.
Em 1992, Matias voltou à Etiópia depois da queda do regime comunista. A raiz da entronização do Patriarca Paulo, foi nomeado Arcebispo da América do Norte. Mais tarde, a arquidiocese dividiu-se e Matias serviu como Arcebispo dos Estados Unidos, quando o Canadá se converteu numa diocese distinta. Por sua vez, em 2009 a Arquidiocese dos Estados Unidos dividiu-se em três novas arquidioceses, e Matias pediu  para regressar à sua antiga Arquidiocese de Jerusalém.  
Em 28 de fevereiro de 2013, Matias foi eleito patriarca depois de um longo período de sede vaga, depois do falecimento do Abuna Paulo em 2012. É o sexto Patriarca da Igreja Ortodoxa Etíope depois de sua cisão da Igreja Ortodoxa Copta em 1959. A eleição tem gerado certa polêmica porque um setor da Igreja etíope esperava a restauração do antigo Abuna Mercúrio, deposto em 1991 pela Frente Democrática Revolucionário do Povo Etíope, que o acusou de colaboração com o anterior regime comunista.[carece de fontes?] Matias foi entronizado como Patriarca em 3 de março na Catedral da Santíssima Trindade de Adis Abeba.
Após um acordo feito em 27 de julho de 2018, o exilado Abuna Mercúrio foi reintegrado e agora serve como Co-Patriarca com Abuna Matias.